# Verniciatura per cataforesi

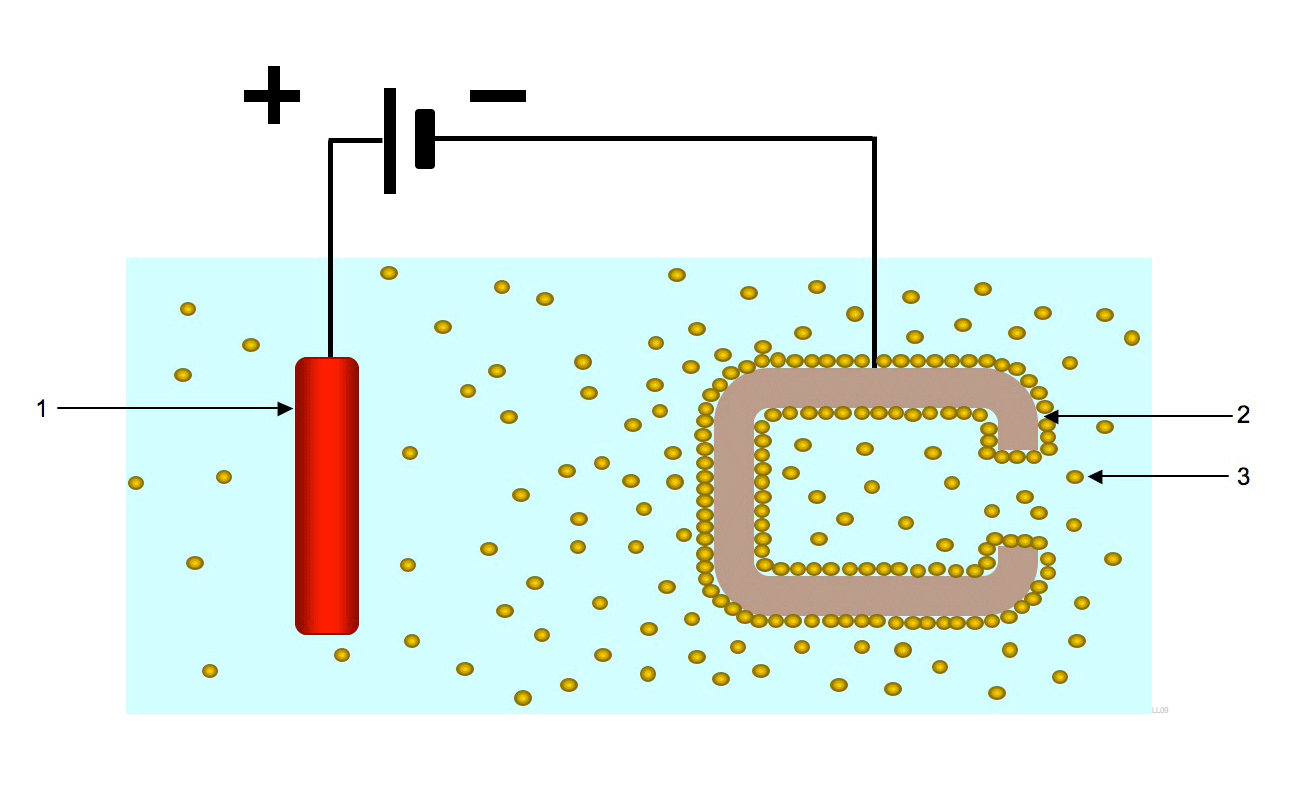
Schema di funzionamento della verniciatura per cataforesi.

La verniciatura per cataforesi è un trattamento di verniciatura in grado di conferire a elementi in ferro, acciaio e altre leghe (conduttori di corrente) una notevole resistenza alla corrosione; è caratterizzata dal deposito uniforme di una resina epossidica o acrilica sulla superficie dell'elemento, assicurando per lungo tempo un'elevata protezione nei confronti degli agenti chimici e di altri tipi di attacchi, permettendo inoltre una migliore adesione delle vernici di finitura. La resina acrilica si differenzia dalla epossidica perché può rimanere a contatto diretto con gli agenti atmosferici mantenendo le caratteristiche tecniche. Con questo trattamento si assicura una maggiore protezione dalla ruggine.
Questa tecnologia è molto diffusa nel settore dell'industria automobilistica ed è stata introdotta in Italia per la prima volta nel 1962 dall'imprenditore Padovano Romeo Zoccarato.
Il procedimento di verniciatura per anaforesi è concettualmente analogo, con la differenza che le polarità sono però invertite; questa tecnologia è oggi in disuso e superata dalla cataforesi.

## Procedimento pratico
Il procedimento consiste nell'immersione dei pezzi, collegati al polo negativo di un generatore elettrico, in una vasca ove sono immersi anche alcuni elettrodi collegati al polo positivo.
Il campo elettrico ed i fenomeni elettrochimici che si sviluppano determinano la deposizione sul pezzo e la solidificazione della vernice, che viene poi polimerizzata in forno. 
Il prodotto è composto da resina, pigmenti, cariche e solventi, il tutto è sciolto in acqua.
Le resine sono di composizione tale da essere solubili in acqua in ambiente debolmente acido, dove formano una sospensione di particelle microscopiche (micelle) abbastanza stabile.
I solventi sono di due tipi: solventi polari, solubili in acqua, e solventi non solubili, che si inglobano nella micelle di resina influendo sullo spessore del film applicato.
Pigmenti e cariche, generalmente inorganici, determinano il colore, l'aspetto e la resistenza alla corrosione del prodotto. Durante la preparazione della vernice vengono inglobati nelle micelle di resina.
- Le particelle di vernice, cariche positivamente, migrano verso il catodo (polo negativo)
- Le molecole d'acqua (H2O) si separano in ioni H+ e OH- per effetto del campo elettrico; nella zona del catodo gli ioni H+ si riducono acquistando elettroni, qui in eccesso, e si liberano come idrogeno gassoso; a causa di ciò si forma localmente un ambiente fortemente alcalino (basico)
- In tale ambiente la vernice coagula, depositandosi sul catodo stesso, che è il pezzo da verniciare. Lo strato che si ottiene è già semisolido e relativamente difficile da asportare
- Nella coagulazione della resina si liberano ioni di acidi organici (acetato o formiato, a seconda della composizione della resina) caricati negativamente
- Tali ioni sono trasportati dal campo elettrico verso gli anodi (poli positivi); questi sono piastre immerse in vaschette contenenti acqua demineralizzata, separate dal bagno da una membrana semipermeabile che solo l'acqua e gli ioni idrogeno riescono ad attraversare
- In prossimità degli anodi gli atomi di ossigeno derivati dalla separazione delle molecole d'acqua cedono il loro elettrone liberandosi come gas; si crea dunque un locale eccesso di ioni idrogeno
- Tali ioni reagiscono con gli ioni acidi, formando acido (acetico o formico), si ha quindi una soluzione via via più concentrata in acido, che viene periodicamente scaricata parzialmente e sostituita con acqua demineralizzata
- La verniciatura avviene dapprima solo sulle superfici esterne del pezzo, ma una volta che queste sono rivestite diventano isolanti, cosicché si verniciano anche le altre; si può in tal modo ottenere, con tempi sufficientemente lunghi, la verniciatura completa del pezzo. Vi sono però dei casi particolari, come lunghe strutture tubolari in cui la penetrazione non può essere completa anche per non prolungare eccessivamente il tempo di trattamento.

All'uscita della vasca il pezzo viene lavato dapprima con la parte liquida del bagno (ultrafiltrato), estratta con un'apposita apparecchiatura (simile a quelle per osmosi inversa), che ricade poi nella vasca per minimizzare le perdite di vernice, successivamente si lava con acqua demineralizzata.
Poiché il film è già solido si possono effettuare lavaggi molto efficaci, eliminando colature e depositi che altererebbero l'aspetto del pezzo.
L'essiccazione avviene ad alta temperatura, da 130 °C a 180 °C a seconda del tipo di vernice.

## Vantaggi e svantaggi
I vantaggi del processo di elettrodeposizione sono:
- è facilmente automatizzabile
- il film ha ottima aderenza e doti di resistenza alla corrosione
- lo spessore è poco variabile, anche nelle zone nascoste non verniciabili a spruzzo
- non ci sono colature
- la resa dei prodotti è molto elevata essendo la perdita < 10%
- le emissioni in atmosfera di SOV (solventi organici volatili) e di particolato sono assai limitate

Per contro si hanno i seguenti svantaggi:
- si possono solo verniciare pezzi in materiale conduttivo
- in certi campi (ad esempio automobilistico) esiste il pericolo di incendio
- si può applicare solo una mano di cataforesi, la prima del ciclo di verniciatura
- gli impianti sono complessi e quindi costosi
- il cambio colore richiede lo svuotamento, la pulizia, un nuovo riempimento, avviamento e messa a punto dell'impianto, pertanto in pratica ciascun impianto produce un solo colore
- l'estetica e le caratteristiche della vernice possono essere tali da poterla impiegare come fondo o mano di finitura, dipende se il tipo di resina è epossidica (non è mano a finire) o acrilica (anche come mano a finire), l'estetica non è comunque all'altezza di una verniciatura a spruzzo
- non si possono realizzare tinte metallizzate
- la gestione del processo richiede controlli accurati e complessi da parte di personale specializzato ed una oculata manutenzione.